# Cantillation

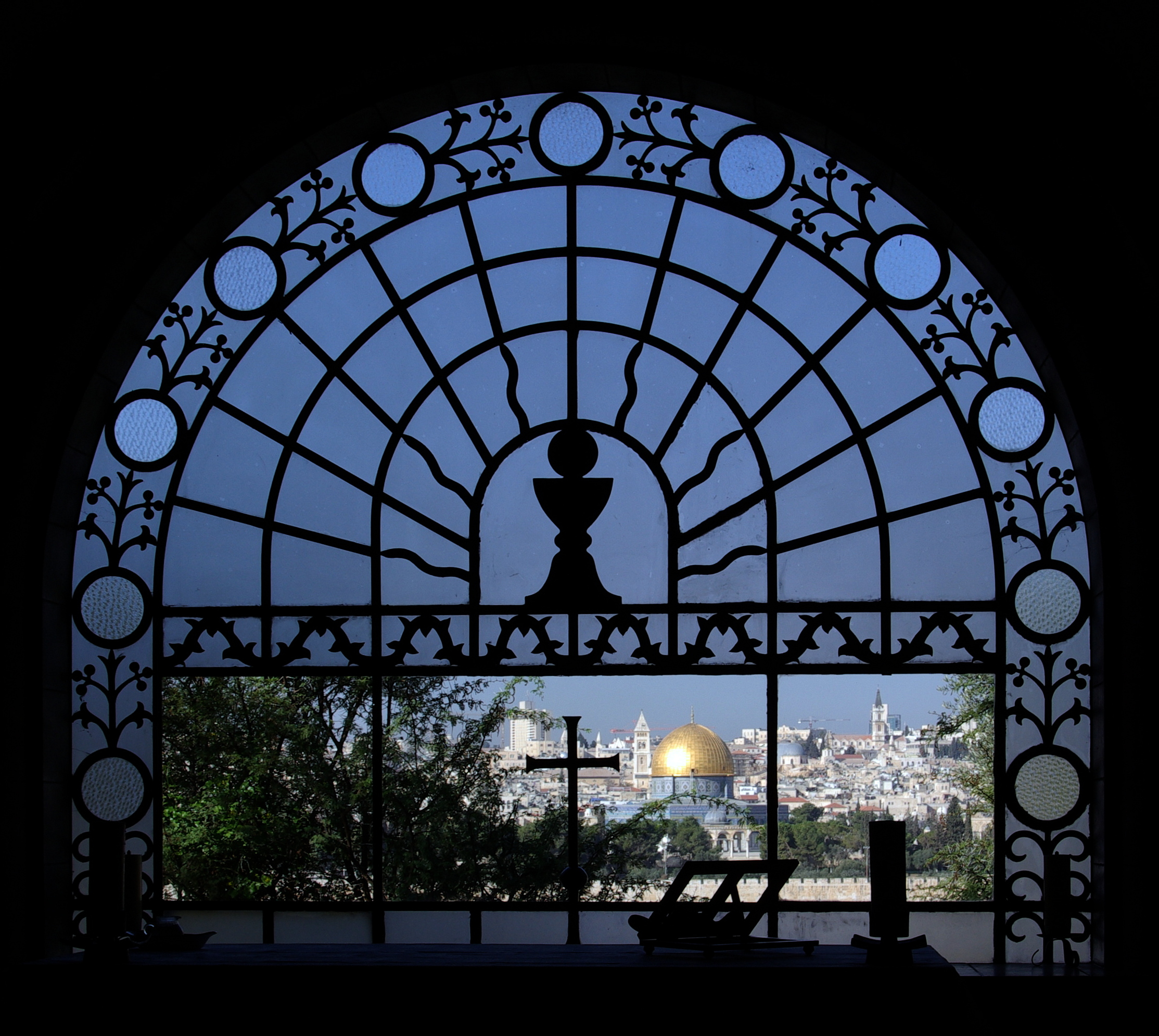
Lieux de cantillation chrétienne, coranique, hébraïque.

La cantillation est la prononciation de la hauteur musicale des voyelles de chaque mot d'un verset du texte sacré des religions chrétienne, coranique, hébraïque, et bouddhique. 

## Cantillation hébraïque

Gen. 1:9 Et Dieu dit : que les eaux se rassemblent.
En noir les consonnes,
en rouge les voyelles et daguechim,
en bleu les signes de cantillation

La cantillation hébraïque est la prononciation soigneuse et nuancée de la hauteur musicale des voyelles de chaque mot d'un verset du Tanakh, la Bible hébraïque. Le ḥazane, maître-cantillateur, utilise un répertoire de motifs musicaux traditionnels et stéréotypés, les tropes (du yiddish טראָפּ trop). Chaque trope se compose d'un motet initial destiné à cantiller les voyelles atones du mot, suivi d'un motet caudal plus développé servant à moduler la voyelle tonique des mots oxytons, la tonique et la post-tonique des mots paroxytons. Le répertoire de tropes varie selon les rites (ashkénaze, séfarade), selon les pays, ou selon les communautés juives locales.
Les tropes sont notés dans le texte à l'aide d'accents graphiques comme ceux de l'extrait de la Genèse ci-contre.
Si l'accent est le signe écrit qui renvoie au trope, le trope cantillé est le signe oral d'une ordonnance grammaticale qui permet de structurer le texte biblique en modulant les pauses qui séparent la prononciation des mots successifs dans chaque verset. L'ensemble de ces ordonnances se nomment טְעָמִים te'amim.

## Cantillation coranique

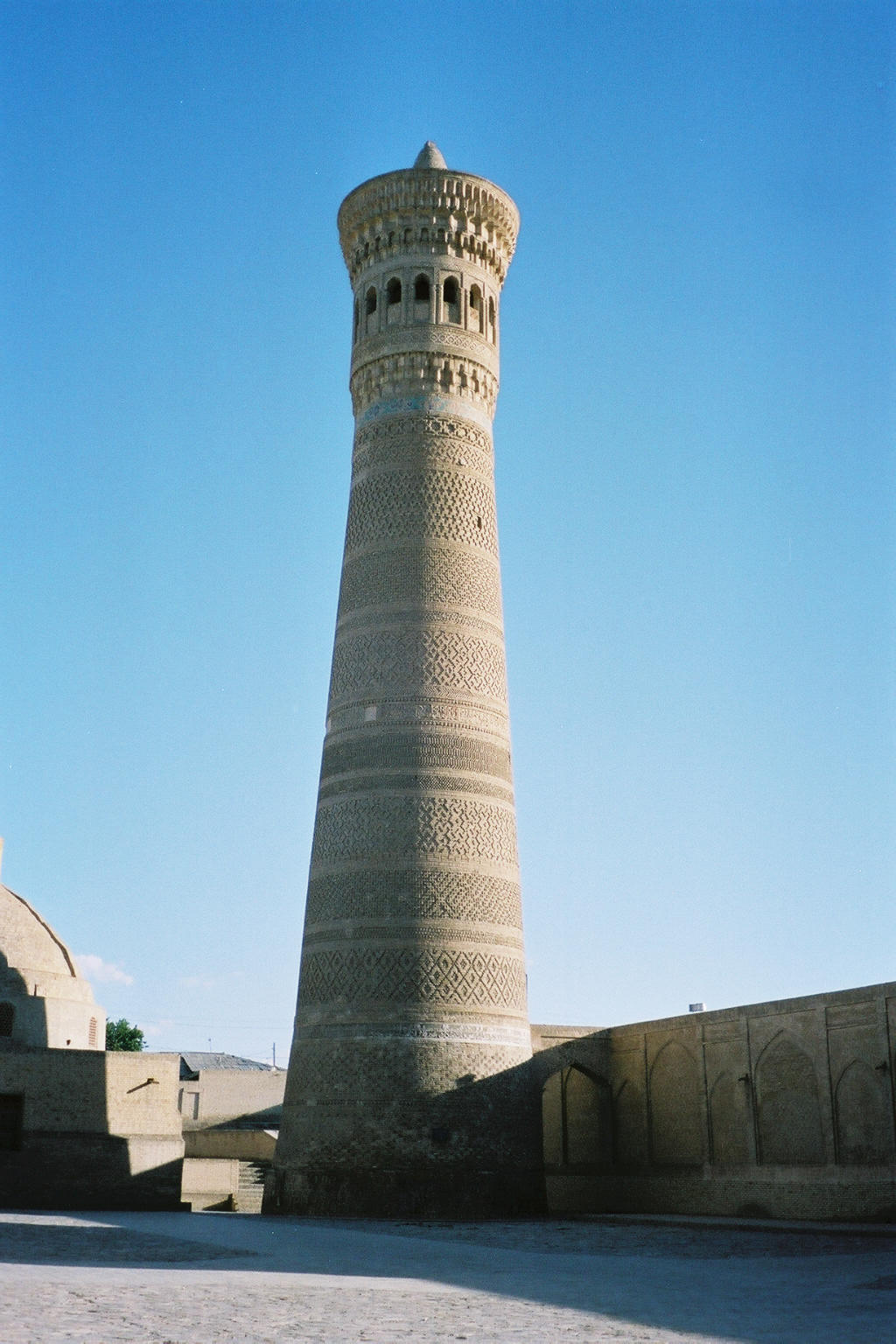
Boukhara, Ouzbékistan : Minaret Kalon (1127).

L'adhan désigne l'appel à la prière (salat) et notamment un appel à la prière en groupe effectué par le muezzin (arabe : mu'adhdhin) du haut du minaret (arabe : mi'dhana). Le premier muezzin de l'islam fut Bilal.
L'adhan est une annonce publique comportant des phrases définies. Il peut être entendu dans tous les pays à majorité musulmane aux heures des cinq prières de la journée. C'est le symbole sonore de l'islam. Cet appel par la voix a été institué d'après la sunna de Mahomet.
L'adhan est une cantillation qui s'apparente à une récitation scandée et modulée de l'appel à la prière. Il est suivi de l'iqama qui reprend les mêmes formules, et marque le début effectif de la prière.

## Cantillation chrétienne

### Cantillation grégorienne
La cantillation chrétienne est à la source du chant grégorien qui est le chant liturgique officiel de l'Église catholique romaine. Issue de la tradition hébraïque, la cantillation grégorienne est une lecture chantée des Paroles, selon l'accentuation du latin. C'est cette dernière qui dirige la mélodie. 
Le mélisme ne s'emploie pas dans la cantillation, mais pour le texte utilisé en tant que verset, répons, à savoir court morceau. En général, cette ornementation fonctionne pour la conclusion du texte.
La différence entre les deux mélodies est évidente dans les deux notations présentées par Dr William Mahrt, professeur de l'université Stanford. La première notation est celle d'une cantillation tandis qu'un exemple du verset avec le mélisme se trouve dans la deuxième.
En dépit de la simplicité de la cantillation grégorienne, il s'agit de toute la base de la composition du chant grégorien :

« Le répertoire grégorien a trouvé sa source première dans la cantillation de la Parole de Dieu, dans la lecture publique de l'Écriture Sainte. Le style de ce procédé de composition est assez facile à reconnaître. L'élément constitutif est une sorte de ligne mélodique horizontale tendue sur laquelle viennent se poser les mots du texte : on l'appelle la corde de récitation ou de cantillation. La matérialité du texte se traduit par la succession souple des syllabes qui chantent régulièrement sur la corde, tandis que le rythme du texte anime cette structure de son dynamisme et donne naissance à différents types d'ornements musicaux. Le dynamisme de l'accent des mots soulève la mélodie au-dessus de la corde, vers l'aigu. Le poids des fins d'incises attire la mélodie au grave pour les ponctuations. »

— Dom Daniel Saulnier,, Les Modes grégoriens, p. 22

## Cantillation bouddhique

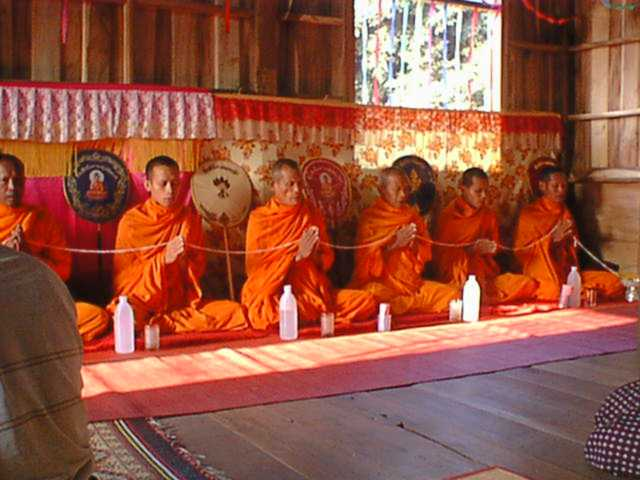
Moines thaïs récitant les sûtras.

Le bouddhisme connaît diverses modalités de cantillation rituelle sous la forme de récitations de textes sacrés (sûtras, chants (mantras), psalmodies et chants de gorge). On trouve notamment la récitation du daimoku et des extraits du Sūtra du Lotus dans la pratique du bouddhisme de Nichiren et, dans le Nembutsu, la récitation litanique du nom du Bouddha Amitabha, la Lumière Infinie.
Le chant diphonique est pratiqué au Japon.

## Cantillation védique
Le Sama-Véda est une collection de modes de cantillation de strophes (rik), extraites de la collection principale de textes védiques qu'est le Rig-Véda. 